# Gli amici immaginari di casa Foster
Gli amici immaginari di casa Foster (Foster's Home for Imaginary Friends) è una serie animata statunitense, ideata da Craig McCracken.
Ambientata in un mondo in cui gli umani convivono con i loro amici immaginari, la serie è incentrata su un ragazzo di nome Mac che viene spinto dalla madre ad abbandonare il suo amico immaginario Bloo. Dopo che i due scoprono un orfanotrofio dedicato ad ospitare amici immaginari abbandonati, Bloo si trasferisce e viene trattenuto nella casa fintanto che Mac lo visita ogni giorno. Nel frattempo, Mac e Bloo interagiscono con gli altri amici immaginari e il personale della casa, vivendo quotidianamente le loro avventure spesso trovandosi coinvolti in situazioni complicate.
La serie è stata trasmessa per la prima volta negli Stati Uniti su Cartoon Network dal 13 agosto 2004 al 3 maggio 2009, per un totale di 79 episodi (e 82 segmenti) ripartiti su sei stagioni. In Italia la serie è stata trasmessa su Cartoon Network dal 10 gennaio 2005 al 24 aprile 2010.
Il 18 luglio 2022 è stato annunciato un reboot con nuovi protagonisti e rivolto a un pubblico in età prescolare intitolato in originale Foster's Funtime for Imaginary Friends che sarà prodotto da Hanna Barbera Studios Europe.

## Trama
La serie racconta delle avventure di Mac, un bambino di 8 anni con il suo amico immaginario Bloo, che è stato creato quando lui aveva 3 anni.
Un giorno, la madre di Mac consiglia al figlio di sbarazzarsi di Bloo perché ormai è diventato troppo grande per avere un amico immaginario, e così Bloo viene portato in un posto chiamato Casa Foster per amici immaginari, dove conosce Wilt, Eduardo, Coco, il direttore Mr. Herriman ed altri amici immaginari. Mac è convinto che dopo aver portato Bloo a Casa Foster, possa anche andarlo a trovare tutti i giorni ma Frankie Foster, la nipote della proprietaria della casa, gli spiega che lì gli amici immaginari vengono adottati da altri bambini. Madame Foster, la proprietaria, poi stabilirà che né Bloo né gli altri amici immaginari verranno mai adottati, ma solo se Mac andrà a trovare Bloo tutti i giorni. 

## Episodi
| Stagione         | Episodi | Prima TV USA | Prima TV Italia |
| ---------------- | ------- | ------------ | --------------- |
| Prima stagione   | 13      | 2004         | 2005            |
| Seconda stagione | 13      | 2005         | 2005            |
| Terza stagione   | 14      | 2005-2006    | 2006            |
| Quarta stagione  | 13      | 2006         | 2007            |
| Quinta stagione  | 13      | 2007-2008    | 2008            |
| Sesta stagione   | 13      | 2008-2009    | 2008-2009       |

## Personaggi e doppiatori

### Personaggi principali
- Mac (stagioni 1-6), voce originale di Sean Marquette, italiana di Patrizia Mottola. Il protagonista della serie, un bambino di 8 anni affezionato al suo amico immaginario Bloo.
- Bloo (stagioni 1-6), voce originale di Keith Ferguson, italiana di Luca Ghignone. Un amico immaginario di colore blu (da cui deriva il nome), nonché il migliore amico di Mac. Nonostante a volte si comporti in maniera egoista e possessiva, se non anche ipocrita, dimostra comunque di essere di animo gentile e molto affezionato al suo creatore. Il suo nome completo è Blooregard Q. Kazoo.
- Wilt (stagioni 1-6), voce originale di Phil LaMarr, italiana di Andrea Zalone. Un amico immaginario molto alto, di colore rosso con un occhio storto e un braccio tagliato a metà (a causa di un incidente durante una partita di basket con il suo creatore). È vestito con una divisa di basket (perché ne è appassionato), e diventerà uno dei migliori amici di Bloo e Mac. È sempre gentile e disponibile verso tutti. In un episodio speciale si scopre che è stato immaginato da un bambino che poi è diventato un giocatore di basket famoso. Il suo nome e il suo aspetto sono molto liberamente ispirati al celebre cestista Wilt Chamberlain.
- Eduardo (stagioni 1-6), voce originale di Tom Kenny, italiana di Michele Di Mauro. Un amico immaginario robusto, peloso, con delle corna da toro e i denti appuntiti. Nonostante l'aspetto all'apparenza mostruoso e terrificante, ha un carattere docile e tende a spaventarsi spesso. Tuttavia il suo carattere cambia radicalmente se vede uno dei suoi amici in pericolo, quindi affronta ogni situazione a testa bassa con sangue freddo. Ha un debole per le patate (che mangerebbe anche crude) e parla sgrammaticato. La sua creatrice, ora adulta, è una poliziotta ispano-americana dalla multa facile.
- Coco (stagioni 1-6), voce originale di Candi Milo, italiana di Andrea Zalone. Un'amica immaginaria dallo strano aspetto: è una gallina con un corpo da aeroplano e una palma come testa, che per parlare ripete sempre "coco" (nonostante questo sembra che tutti capiscano ciò che dice), e depone uova con degli oggetti al loro interno. Nessuno sa chi l'abbia immaginata: è stata scoperta in una foresta tropicale da due ricercatori di nome Adam e Douglass.
- Frances "Frankie" Foster (stagioni 1-6), voce originale di Grey DeLisle, italiana di Anna Lana. La governante di casa e nipote di Madame Foster. È considerata da tutti gli ospiti della casa come una sorella maggiore. È spesso vittima delle pressioni di Mr. Herriman, il quale si rivolge a lei ai limiti dello sfruttamento per ogni lavoro manuale all'interno della casa, cosa che la fa esasperare pesantemente.
- Mr. Herriman (stagioni 1-6), voce originale di Tom Kane, italiana di Adolfo Fenoglio. Un amico immaginario creato da Madame Foster e direttore di Casa Foster: è un anziano coniglio gigante dai modi estremamente formali e al limite dell'ossessivo, si rivolge agli abitanti della casa dando del "lei" e parla con un lessico forbito e ricercato. Stabilisce regole molto severe che ogni amico immaginario (Bloo in particolare) finisce prima o poi per violare. È l'unico che per la maggior parte del tempo chiama Bloo con il suo nome completo.
- Madame Foster (stagioni 1-6), voce originale di Candi Milo, italiana di Sonia Mazza. La proprietaria di Casa Foster, è un'anziana signora dal carattere eccentrico e affabile. La sua autorità è molto rispettata da Mr. Herriman, essendo lei la sua creatrice, e molto spesso si trova in disaccordo con le rigide regole imposte dal coniglio. Sarà lei a permettere a Bloo di rimanere nella casa, a condizione che Mac venga a trovarlo tutti i giorni onde evitare che venga adottato.

### Personaggi ricorrenti
- Ms. Duchessa (stagioni 1-6), voce originale di Grey DeLisle, italiana di Anna Lana. Una degli amici immaginari di Casa Foster. È pomposa, antipatica, arrogante, egoista e si considera superiore a tutti. Parla con uno spiccato accento tedesco. Antagonista principale nell'episodio pilota, effettuerà diverse altre apparizioni nella serie, con un ruolo più marginale.
- Terrence (stagioni 1-6), voce originale di Tara Strong, italiana di Laura Righi. Il fratello maggiore di Mac, un bullo di 13 anni. Nella serie svolge principalmente il ruolo di antagonista ed escogita di tutto pur di eliminare Bloo. In un episodio, per riuscire nel suo intento, arriverà perfino a immaginare un grosso cubo rosso di nome Red (doppiato in originale da Phil LaMarr e in italiano da Mario Zucca), del tutto somigliante a lui nei modi e nell'aspetto, che però stanco di essere maltrattato dal suo creatore, passerà dalla parte dei protagonisti (per poi non apparire più nel corso delle stagioni).
- Cheese (episodi vari), voce originale di Candi Milo, italiana di Davide Garbolino. È un amico immaginario di colore giallo e, come si evince dal nome, odora di formaggio, motivo per cui è sgradito alla maggior parte degli amici immaginari. Per una serie di circostanze, si è ritenuto fosse stato immaginato per errore da Mac, che se lo ritrovò nel proprio letto una mattina e ciò lo spinse a considerarlo il fratello minore di Bloo, con grande disperazione di quest'ultimo. In realtà Cheese fu immaginato da Louise, la vicina di casa di Mac, e quella notte entrò da lui per sbaglio. È stupido, goffo, ama i cereali e il latte al cioccolato nonostante sia intollerante al lattosio. Il suo aspetto ricorda molto vagamente la celebre pallina mangiatutto di Pac-Man.

## Produzione

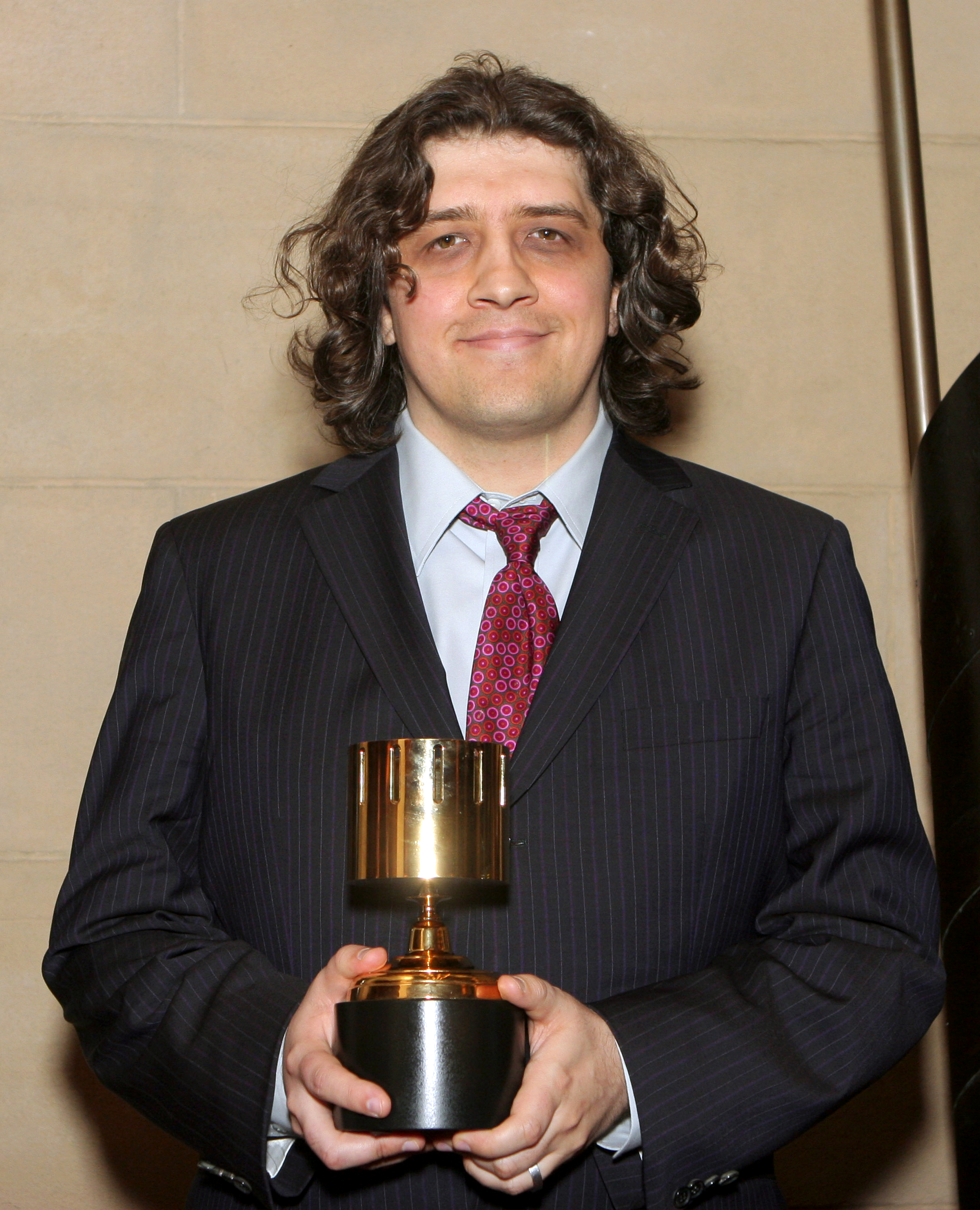
Craig McCracken nel 2007 con l'Annie Award vinto da Gli amici immaginari di casa Foster come miglior produzione televisiva animata.

La serie è stata creata da Craig McCracken, già autore de Le Superchicche per Cartoon Network Studios. McCracken ha sviluppato l'idea per la serie dopo aver adottato due cani da un rifugio per animali con la sua allora fidanzata Lauren Faust e l'amico Mike Moon, rappresentando il concetto di adozione a quello degli amici immaginari. La serie ha uno stile artistico che ha lo scopo di evocare, secondo McCracken, "quel periodo della psichedelia di fine anni '60 quando lo stile vittoriano stava entrando nel design dei poster intrippanti". McCracken ha voluto che Gli amici immaginari di casa Foster avesse delle similitudini con il Muppet Show, rivelando quanto quest'ultimo fosse "un programma guidato da personaggi divertenti che tutta la famiglia potesse godere".
L'animazione della serie è stata realizzata utilizzando un processo che coinvolgeva i software Adobe Illustrator, Flash e After Effects. La maggior parte degli episodi sono stati prodotti presso i Cartoon Network Studios di Burbank, in California, mentre il resto è stato prodotto presso il Boulder Media Limited di Dublino, in Irlanda. La sigla è stata composta da James L. Venable, il quale ha collaborato precedentemente con McCracken ne Le Superchicche. Craig ha descritto la sigla come un "ragtime psichedelico". La musica aggiuntiva della serie è stata composta da Venable e Jennifer Kes Remington.
Gli amici immaginari di casa Foster è stato presentato in anteprima il 13 agosto 2004 sotto forma di speciale televisivo dalla durata di un'ora e mezza intitolato La nuova casa di Bloo. La serie è iniziata ufficialmente il 20 agosto. Lo speciale è stato il primo programma col punteggio più alto di Cartoon Network all'epoca. Successivamente sono stati prodotti 18 cortometraggi dal 2006 al 2007. Oltre al primo episodio, sono stati prodotti altri due speciali: La grande fuga, trasmesso il 23 novembre 2006, e Destinazione: Immaginazione, presentato il 27 novembre 2008. L'episodio finale, intitolato Goodbye to Bloo, è andato in onda il 3 maggio 2009 ed è stato preceduto da una maratona di sei ore di altri episodi della serie. McCracken ha espresso una certa tristezza alla fine della serie, dichiarando tuttavia di essere "pazzamente orgoglioso del lavoro" che lui e il team di produzione avevano svolto e del fatto che "ha funzionato proprio come volevano". Durante la sua trasmissione originale, Gli amici immaginari di casa Foster è stata una delle serie più votate di Cartoon Network, rivelandosi popolare tra il pubblico più giovane e più anziano.

## Distribuzione

### Trasmissione internazionale
- 13 agosto 2004 negli Stati Uniti d'America su Cartoon Network;
- 10 gennaio 2005 in Italia su Cartoon Network;[2]
- gennaio 2005 in Francia su Cartoon Network;
- 7 marzo 2005 in Polonia su Cartoon Network;
- 7 marzo 2005 nei Paesi Bassi e nelle Fiandre su Cartoon Network;
- 11 marzo 2005 in Canada su Teletoon;[18]
- 2005 in America Latina su Cartoon Network;
- 2005 in Spagna su Cartoon Network;
- 2005 in Portogallo su Cartoon Network;
- 20 gennaio 2007 in Germania su Super RTL;

## Riconoscimenti
La serie è stata nominata quattro volte nel 2005, cinque volte nel 2006, cinque volte nel 2007 ed una volta nel 2008 agli Annie Awards, vincendo in totale cinque Annie Awards. Inoltre, in totale, la serie ha vinto sei Emmy Award.